# Galeodes zarudnyi
Galeodes zarudnyi är en spindeldjursart som beskrevs av Olivier 1791. Galeodes zarudnyi ingår i släktet Galeodes och familjen Galeodidae. Inga underarter finns listade i Catalogue of Life.